# Positive Touch
Albums de The Undertones
Hypnotised
(1980) The Sin of Pride
(1983)
Positive Touch, sorti en 1981, est le troisième album du groupe The Undertones.

## Titres
1. Fascination (J.J. O'Neill) - 2:21
2. Julie Ocean (J.J. O'Neill) - 1:46
3. Life's Too Easy (J.J. O'Neill / Michael Bradley / Damian O'Neill) - 2:31
4. Crisis of Mine (J.J. O'Neill) - 2:25
5. You're Welcome (J.J. O'Neill) - 2:44
6. His Good Looking Girlfriend (J.J. O'Neill / Michael Bradley / Damian O'Neill) - 2:36
7. The Positive Touch (J.J. O'Neill) - 2:17
8. When Saturday Comes (J.J. O'Neill) - 2:50
9. It's Going to Happen (Michael Bradley / Damian O'Neill) - 3:36
10. Sigh & Explode (Damian O'Neill) - 2:45
11. I Don't Know (J.J. O'Neill / Michael Bradley / Damian O'Neill) - 2:42
12. Hannah Doot (J. J. O'Neill) - 2:50
13. Boy Wonder (Damian O'Neill / Michael Bradley) - 2:06
14. Forever Paradise (J.J. O'Neill) - 3:05

La réédition en CD contient 4 titres bonus :
1. Kiss In The Dark
2. Beautiful Friend
3. Life's Too Easy
4. Fairly In The Money Now